# Trzcianka Zachodnia
Trzcianka Zachodnia – nieczynna stacja kolejowa kolei wąskotorowej w Głuponiach, w gminie Kuślin, w powiecie nowotomyskim, w województwie wielkopolskim, w Polsce. Została otwarta w 1886 roku razem z linią z Opalenicy do Lwówka. Linia ta została zamknięta dla ruchu pasażerskiego w 1995 roku. W 2006 rozebrane zostało torowisko.